# Concatenazione

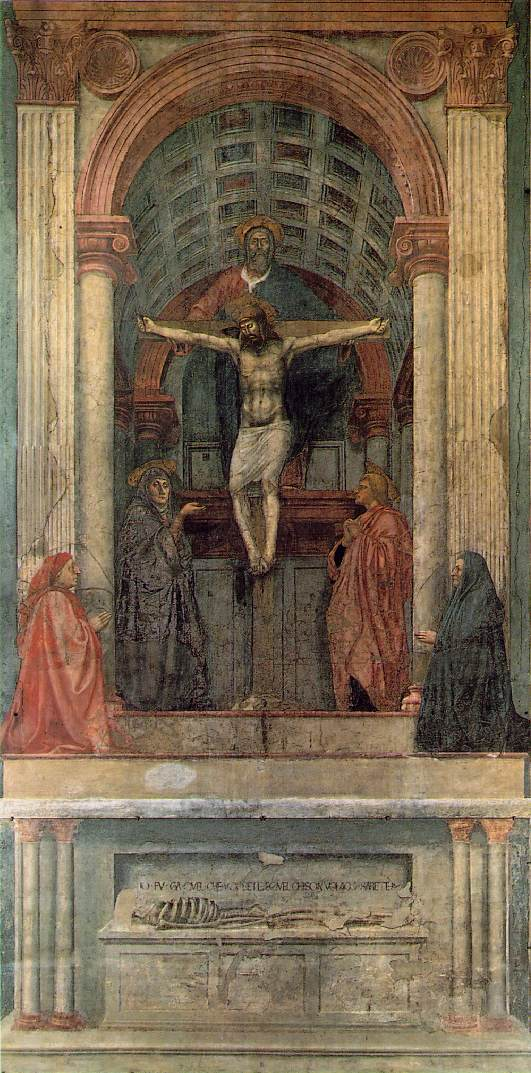
La concatenazione degli ordini nell'affresco della Trinità di Masaccio

La concatenazione è un elemento architettonico consistente in un'articolazione sulla parete muraria caratterizzata dal succedersi di interassi costanti scanditi dall'ordine architettonico, su paraste o semicolonne, al cui interno si apre un arco a tutto sesto o una serie di archi. In tal modo sono presenti due ordini gerarchizzati di cui il minore sostiene l'arco, a sua volta inquadrato sotto la trabeazione dell'ordine maggiore; questo differenzia la concatenazione dalla serliana che  prevede un unico ordine su cui poggiano sia gli archi che l'architrave.
Come elemento del linguaggio architettonico fu comune nell'architettura romana sia in forma isolata (archi di trionfo) che in serie; fu largamente usato anche in registri sovrapposti (Colosseo).
Come elemento compositivo incontrò nuovo interesse già nella prima metà del XV secolo, diventando un sintagma fondamentale di tutta l'architettura classica.
Nell'architettura rinascimentale infatti fu usato largamente in ogni tipo di edifici, a partire dalla definizione dei cortili e chiostri interni.